# Mademoiselle K
Mademoiselle K ist eine vierköpfige französische Rockband.

## Bandgeschichte
Bereits im Alter von vier Jahren entdeckt Katerine Gierak eine Gitarre und beschloss, dass die Musik ihr Lebensweg sein würde. Mit fünf Jahren schrieb sie sich in einer Pariser Musikschule ein und begann ihre Reise in die Welt der Noten und Harmonielehre.
Obwohl ihre Familie sich zu diesem Zeitpunkt kein Klavier leisten konnte, ließ sich Katerine nicht entmutigen und begann mit dem Blockflötenspiel.
Besondere Förderung erhielt sie von ihrer Musiklehrerin. Diese erklärte Genregrenzen für nichtig und ermutigte Katerine, alle Arten von Musik zu erforschen. Katerines herausragende Beherrschung der Akustikgitarre wurde schließlich mit einer Auszeichnung belohnt. Es war nur konsequent, dass sie anschließend ein Studium der Musikwissenschaft begann.
Beim Abschluss ihres Lehramtsstudiums stieß sie auf Hindernisse, die sie letztendlich davon überzeugten, dass ihre Zukunft in der Popmusik lag. Im Jahr 2006 gründete sie gemeinsam mit Schlagzeuger David Boutherre, Bassist Pierre Basset und Leadgitarrist Pierre-Antoine Combard die Band Mademoiselle K. Ein Plattenvertrag bei EMI France folgte.
Während der Entstehung des vierten regulären Studioalbums „Hungry Dirty Baby“ von 2015 blieben nur noch Combard und Gierak als verbleibende Mitglieder der Band übrig. Doch die Unsicherheit, ob die Kombination von Rockmusik und französischem Gesang funktionieren würde, wich, als die Band bei einem Konzert den erfolgreichen französischen Rocksänger -M- live erlebte. Dieses Erlebnis bestärkte sie darin, ihren eigenen Weg zu gehen.
Allerdings entschied sich die Band, für „Hungry Dirty Baby“ auf Englisch zu singen, was bei EMI nicht gut ankam. Frankophone Pop-Acts dominierten die französischen Charts, und ein Wechsel zur englischen Sprache war für das Majorlabel zu riskant. Mademoiselle K gründete daraufhin ihr eigenes Label, Kravache, und arbeitete mit dem Produzenten Richard Woodcraft (bekannt für The Last Shadow Puppets) zusammen.
Als Einflüsse nennt die Alternative-Rockband Künstler wie Serge Gainsbourg, Portishead und die Pixies, aber auch die „Idioten, die auf der Straße reden“. Ihre Vielfalt an musikalischen Inspirationen spiegelt sich in ihrer eigenständigen Musik wider.

## Diskografie

### Alben
- Ça me vexe (2006)[5]
- Jamais la paix (2008)
- Live (2009)
- Jouer dehors (2011)
- Hungry Dirty Baby (2015)[5]
- Mademoiselle K (2022)

### Singles
- Ca me Vexe
- Jalouse
- Grouve
- Maman XY
- Jouer dehors
- Me taire te plaire mit Zazie[6]